# Медоносные пчёлы
Медоносные пчёлы, или пчёлы (лат. Apis), — это один из важнейших для человека родов пчёл, включающий 7 видов, в том числе медоносную пчелу.

## Палеонтология
Центр происхождения рода находится в юго-восточной Азии, где встречаются современные виды с наиболее плезиоморфными признаками (Apis florea и A. andreniformis). Древнейшие ископаемые находки рода происходят из олигоцена Европы. Единственная ископаемая находка рода Apis в Новом Свете известна из американского штата Невада, вид Apis nearctica, возрастом в 14 млн лет. Среди ископаемых видов: †Apis armbrusteri — †Apis henshawi — †Apis lithohermaea — †Apis longtibia — †Apis miocenica — †Apis nearctica — †Apis petrefacta — †Apis vetusta.

## Классификация
Медоносные пчёлы рода Apis являются единственными в составе трибы Apini. До последнего времени признавалось 7 видов и 44 подвида (Engel, 1999), хотя в историческое время выделяли от 6 до 11 видов. К этому списку следует добавить ещё два вида (Apis breviligula и Apis indica), чья валидность была доказана в 2010 году (Lo and all., 2010).
- Подрод Micrapis
  - Apis andreniformis F. Smith, 1858
  - Apis florea Fabricius, 1787
- Подрод Megapis
  - Apis breviligula
  - Apis dorsata Fabricius, 1793 — гигантская пчела
- Подрод Apis
  - Apis cerana Fabricius, 1793 — китайская восковая пчела
  - Apis indica
  - Apis koschevnikovi Enderlein, 1906
  - Apis mellifera Linnaeus, 1758 — медоносная пчела, ~30 подвидов
    - Apis mellifera scutellata — африканская пчела (убийца)
    - Apis mellifera caucasia — Серая горная кавказская порода пчёл

  - Apis nigrocincta F. Smith, 1861